# Futboll Klub Partizani 2013-2014

## Rosa
Aggiornata al 23 febbraio 2014.
| N. |                               | Ruolo | Calciatore             |
| -- | ----------------------------- | ----- | ---------------------- |
| 1  | Albania (bandiera)            | P     | Sulejman Hoxha         |
| 2  | Kosovo (bandiera)             | D     | Besnik Krasniqi        |
| 3  | Albania (bandiera)            | D     | Elvis Prençi           |
| 4  | Macedonia del Nord (bandiera) | C     | Ertan Demiri           |
| 5  | Albania (bandiera)            | D     | Gëzim Krasniqi         |
| 6  | Nigeria (bandiera)            | D     | Felix Udoh             |
| 7  | Serbia (bandiera)             | C     | Dragan Antanasijević   |
| 8  | Kosovo (bandiera)             | C     | Behar Maliqi           |
| 9  | Albania (bandiera)            | A     | Migen Memelli          |
| 10 | Croazia (bandiera)            | C     | Antun Dunković         |
| 11 | Albania (bandiera)            | C     | Emiljano Musta         |
| 12 | Albania (bandiera)            | P     | Alban Hoxha (capitano) |
| 13 | Albania (bandiera)            | A     | Rigers Dushku          |
| 14 | Kosovo (bandiera)             | C     | Mentor Mazrekaj        |

| N. |                                 | Ruolo | Calciatore          |  |
| -- | ------------------------------- | ----- | ------------------- |  |
| 15 | Kosovo (bandiera)               | D     | Liridon Ahmeti      |  |
| 16 | Macedonia del Nord (bandiera)   | D     | Mevlan Murati       |  |
| 17 | Albania (bandiera)              | C     | Fatmir Hysenbelliu  |  |
| 18 | Albania (bandiera)              | D     | Amir Rrahmani       |  |
| 19 | Albania (bandiera)              | C     | Endri Lala          |  |
| 20 | Nigeria (bandiera)              | D     | Oshobe Oladele      |  |
| 21 | Albania (bandiera)              | C     | Renato Hyshmeri     |  |
| 22 | Kosovo (bandiera)               | D     | Labinot Ibrahimi    |  |
| 23 | Albania (bandiera)              | P     | Fabio Gjonikaj      |  |
| 24 | Albania (bandiera)              | C     | Mikelanxhelo Bardhi |  |
| 25 | Macedonia del Nord (bandiera)   | C     | Nderim Nedzipi      |  |
| 26 | Macedonia del Nord (bandiera)   | A     | Ersen Sali          |  |
| 27 | Bosnia ed Erzegovina (bandiera) | A     | Almir Pliska        |  |
| 28 | Croazia (bandiera)              | A     | Mario Sačer         |  |